# Grace Padaca
Maria Gracia Cielo Padaca o Grace Padaca (25 d'octubre de 1963) és una política filipina i exlocutora que va ser la governadora de la província filipina d'Isabela, al nord de Luzon, des del 2004. També va ser guardonada el 2008 amb el Premi Ramon Magsaysay per Servei Públic.
Durant la seva infantesa va sobreviure a la pòlio, encara que ha caminat amb crosses la major part de la seva vida.

## Biografia
Padaca es va presentar al Congrés el 2001 però va perdre contra Faustino "Bojie" Dy per una diferència de 1,285 vots (ell n'obtingué el 50,7% i ella, el 49,3%). Va qüestionar els resultats de 151 urnes. Dy va contrarestar qüestionant el resultats de tots els 812 districtes i no de només 151. Padaca va iniciar una campanya, que va anomenar "Adopta una urna" per a recaptar fons per finançar els costos del recompte. Després de dos anys i mig, el Tribunal Electoral de la Cambra de Representants (TECR), en una decisió promulgada el 18 de desembre de 2003, va declarar Dy guanyador per 48 vots. La majoria del TECR va rebutjar comptar les paperetes que tenien escrit "Grace" com a vots a favor de Grace Padaca.
Padaca va guanyar les eleccions governamentals de 2004 a la província d'Isabela, al nord de Luzon, amb un 55% dels vots.
El 5 de desembre de 2007, l'ambaixadora dels Estats Units Kristie Kenney li va entregar personalment el Premi Internacional Dona Coratge, un premi que també va ser atorgat a l'ex-secretària d'Estat dels Estats Units Condoleezza Rice. Padaca el va rebre pel seu desenvolupament continuat d'Isabela.
El 31 de juliol de 2008, amb 44 anys, Padaca va ser un dels vuits guanyadors del Premi Ramon Magsaysay de 2008 per Servei Públic per "permetre als votants d'Isabela reclamar el seu dret democràtic per elegir els líders que vulguin i contribuir com a participants complets en el seu propi desenvolupament."
Padaca va fer campanya contra els problemes de la tala il·legal d'arbres. Padaca va reactivar-ne el grup de treball.
Padaca, Eddie Panlilio (de Pampanga), l'alcalde de Naga Jesse Robredo, i l'alcaldessa de San Isidro, Nueva Ecija Sonia Lorenzo van llançar "Kaya Natin", un grup que "busca reclutar funcionaris locals amb principis per canviar la situació política deteriorant del país." El seu 'Illes d'Esperança' - tour del campus universitari, un moviment pel lideratge ètic i el bon govern va ser llançat el 31 de juliol de 2008 a la sala de conferències Walter Hogan de la Universitat Ateneo de Manila a Quezon City.
En les eleccions de 2010, Padaca va ser derrotada pel congressista Bokie Dy del tercer districte d'Isabela, que portava tres legislatures, per un marge de 3.438 vots.